# Pas pour moi
"Pas pour moi" ("Não para mim") foi a canção suíça no Festival Eurovisão da Canção 1986 em Bergen, Noruega, interpretada em francês por Daniela Simons. A canção tinha letra de Nella Martinetti e música e orquestração de Atilla Şereftuğ.
A canção foi a décima a ser interpretada na noite do festival, a seguir à canção espanhola, "Valentino", interpretada pela banda Cadillac e antes da canção israelita "Yavo Yom", interpretada por Moti Giladi e Sarai Tzuriel. A canção helvética terminou em segundo lugar, com 140 pontos.
Na canção, Simons canta sobre como ela deseja "a palavra AMOR escrita em maiúsculas de um homem e lamenta porque motivo isso não acontece com ela. O  "pas pour moi"  (Não para mim) referido na canção Simons diz ao ouvinte que ela sente que os jovens vivem uma existência hedonística com muitos parceiros sexuais, coisa que "não é para ela" (ela não gosta dessa vida). Simons interpretou grande parte da canção no piano.